# 詹姆斯·霍根 (公共关系专家)
詹姆斯·吉姆·霍根（英語：James "Jim" Hoggan，1946年10月10日—）是一名作家和公共关系专家，是加拿大温哥华的一家公共关系公司的总裁，也是DeSmogBlog网站的联合创始人。

## 职业生涯
詹姆斯·霍根在20世纪70年代开始了他的公关生涯，他是的指定合伙人。他开始从事这一行业的目的是是为了帮助自己和妻子完成维多利亚大学法学院的学业。毕业后，霍根继续在公共关系领域工作，专注于公共敏感信息。霍根还是名为的智库的联合创始人。霍根于2001年加入大卫·铃木基金会董事会，并于2009年成为其主席。他担任这一职务直到2016年11月。他还曾担任达赖喇嘛和平与教育中心（Dalai Lama Center for Peace and Education）理事，并曾任加拿大气候计划（Climate Project Canada）主席。

## 著书
霍根是三本书的作者，其中包括2009年的著作《做正确的事：给持怀疑态度的公众的公关小贴士》（Do the Right Thing: PR Tips for a Skeptical Public）、《气候变化的掩盖：否认全球变暖的运动》（Climate Cover-Up: The Crusade to Deny Global Warming） ，以及他2016年的著作《我是对的，你是个白痴：公开话语的毒性和如何清理》（I'm Right and You're an Idiot: The Toxic State of Public Discourse and How to Clean it Up.）。在《气候变化的掩盖》一书中，霍根讨论了气候变化否定论的哲学根源，特别是否认者的逻辑和论证中的谬误。这本书也被认为是对气候变化否认者的心理剖析。这本书的大部分内容涵盖了为支持这种否定所做的公关方面的努力，并尝试概述公关公司或其他利益相关者付费（有时是欺诈性的）在哪些地方刊登气候变化否定论的广告的具体例子。加拿大广播公司的纪录片《否认机器》（The Denial Machine）也报道了他在气候变化意识方面的工作。

## 荣誉
霍根于2003年获得了美国公共关系协会颁发的“银砧奖”（Silver Anvil）。2007年，霍根和他的DeSmogBlog获得了加拿大公共关系协会（Canadian Public Relations Society）地方分会颁发的省级传播领导奖。2011年6月，他的博客获得了《时代》杂志颁发的“2011年度最佳博客”奖。2012年，霍根被授予伊丽莎白女王二世钻石禧年勋章。